# The Lincoln Cycle
The Lincoln Cycle er en amerikansk stumfilm fra 1917 af John M. Stahl.

## Medvirkende
- Benjamin Chapin som Abraham Lincoln / Tom Lincoln
- Charles Jackson
- Madelyn Clare som Nancy Hanks Lincoln
- John Stafford som Carter
- Joseph Monahan som Willie Lincoln